# Silvestre Mazzolini
Silvestre Mazzolini de Prierio (Silvestro Mazzolini da Prieri; 1456, Priero (Provincia de Cúneo)-1523, Roma) era un teólogo y fraile dominicano italiano que también era conocido como Prierias. Trabajaba al servicio del papa (magister sacri palatii); murió cuando las tropas imperiales entraron por la fuerza en la ciudad, conduciendo al Saqueo de Roma.

## Biografía
A la edad de quince años, entró en la Orden Dominicana. Pasando brillantemente por un curso de estudios, enseñó teología en Bolonia, Pavía (por invitación del senado de Venecia), y en Roma, donde fue llamado por el papa Julio II en 1511. En 1515, fue nombrado Maestro del Palacio Sagrado, ocupando ese cargo hasta su muerte.
Sus escritos abarcan una amplia gama, incluyendo tratados sobre los planetas, el poder de los demonios, la historia, la homilética, las obras de Santo Tomás de Aquino y la primacía de los papas. Su exposición de las enseñanzas de Tomás fue crítica de las interpretaciones ofrecidas por su compañero dominicano Tomás Cayetano. Tras finalizar con éxito sus estudios, obtuvo un puesto de profesor en la Universidad de Bolonia. El papa León X lo nombró catedrático de teología en la Universidad La Sapienza de Roma en 1514. Mazzolini publicó una obra sobre las doctrinas y la ética de la Iglesia en 1515, que fue muy popular. 
Luego Silvestre formó parte de la comisión encargada de la Causa Lutheri y de la iniciación del proceso canónico a partir de la primavera de 1518. En nombre de León X, escribió In presumptuosas Martini Lutheri conclusiones de potestate papae dialogus (1517). (Diálogo contra las arrogantes tesis de Martín Lutero sobre el poder del papa) El Dialogus fue presentado a Cayetano y Lutero en la Dieta de Augsburgo en 1518 - Lutero luego replicó de igual manera. Con estas obras Silvestre fue uno de los primeros en oponerse a Martín Lutero o a las tesis de indulgencia escritas por él con una opinión teológica experta. Aunque Lutero no atacaba explícitamente al papa en sus tesis Silvestre denunció que Lutero se oponía de manera implícita a la autoridad del sumo pontífice al mostrar desacuerdo con una de sus bulas; a base de esto lo declaró a Lutero hereje. En la refutación académica de sus tesis Silvestre mantenía la autoridad papal sobre la Iglesia y condenaba cada "desviación" como una apostasía. En la tesis, Silvestre estableció cuatro principios fundamentales:
- La Iglesia Universal es por su naturaleza la asamblea de todos los cristianos creyentes. La Iglesia Universal es la Iglesia Católica Romana, la cabeza de todas las iglesias, y el papa es su cabeza.
- La Iglesia universal no puede equivocarse al decidir sobre la fe y la moral, incluyendo su cabeza, el papa.
- Un hereje es aquel que no se adhiere a las enseñanzas del clero romano y del papa.
- Quien diga, en relación con las indulgencias, que la Iglesia Romana no puede hacer lo que de hecho hace, es un hereje.

Sus principales trabajos son: De juridica et irrefragabili veritate Romenæ Ecclesiæ Romenique Pontificis (Roma, 1520); Epitoma responsionis ad Lutherum (Perugia, 1519); Errata et argumenta M. Lutheri (Roma, 1520); Summa Summarum, quæ Sylvestrina dicitur (Roma, 1516), reimpreso cuarenta veces; una enciclopedia alfabética de cuestiones teológicas; Rosa aurea (Bolonia, 1510) una exposición de los Evangelios del año; In theoricas planetarum (Venecia, 1513).

## Bibliografía

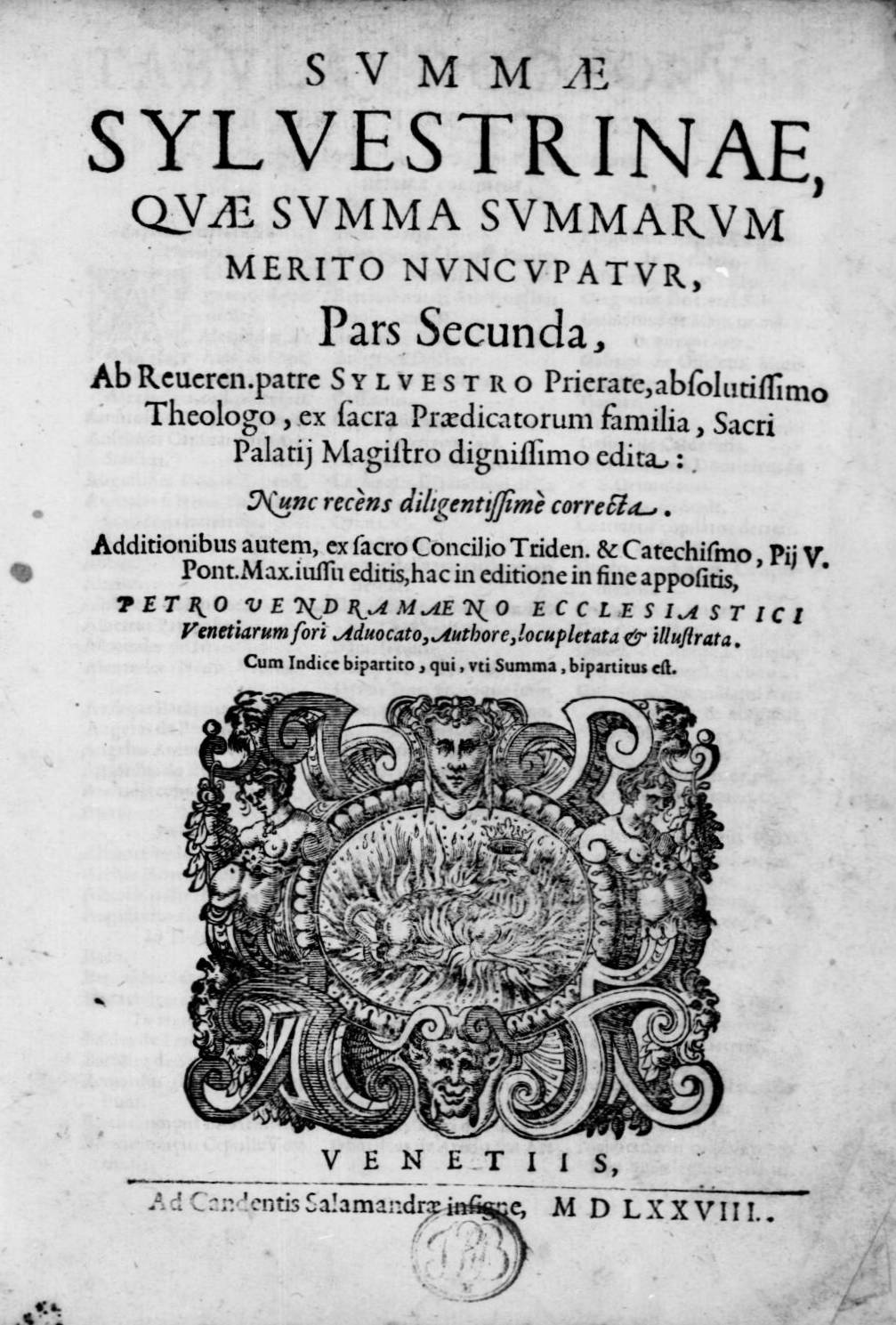
Summa summarum quae Silvestrina dicitur, 1578